# Mayuko Fujiki
Mayuko Fujiki (en japonés: 藤木麻祐子, Fujiki Mayuk; Osaka, 21 de junio de 1975) es una deportista japonesa que compitió en natación sincronizada.
Participó en los Juegos Olímpicos de Atlanta 1996, obteniendo una medalla de bronce en la prueba de equipo. Fue la entrenadora de la selección española de natación sincronizada entre los años 2017 y 2024.

## Palmarés internacional
| Juegos Olímpicos | Juegos Olímpicos         | Juegos Olímpicos  | Juegos Olímpicos |
| Año              | Lugar                    | Medalla           | Prueba           |
| ---------------- | ------------------------ | ----------------- | ---------------- |
| 1996             | Atlanta (Estados Unidos) | Medalla de bronce | Equipo           |